# Antoni Wołosz

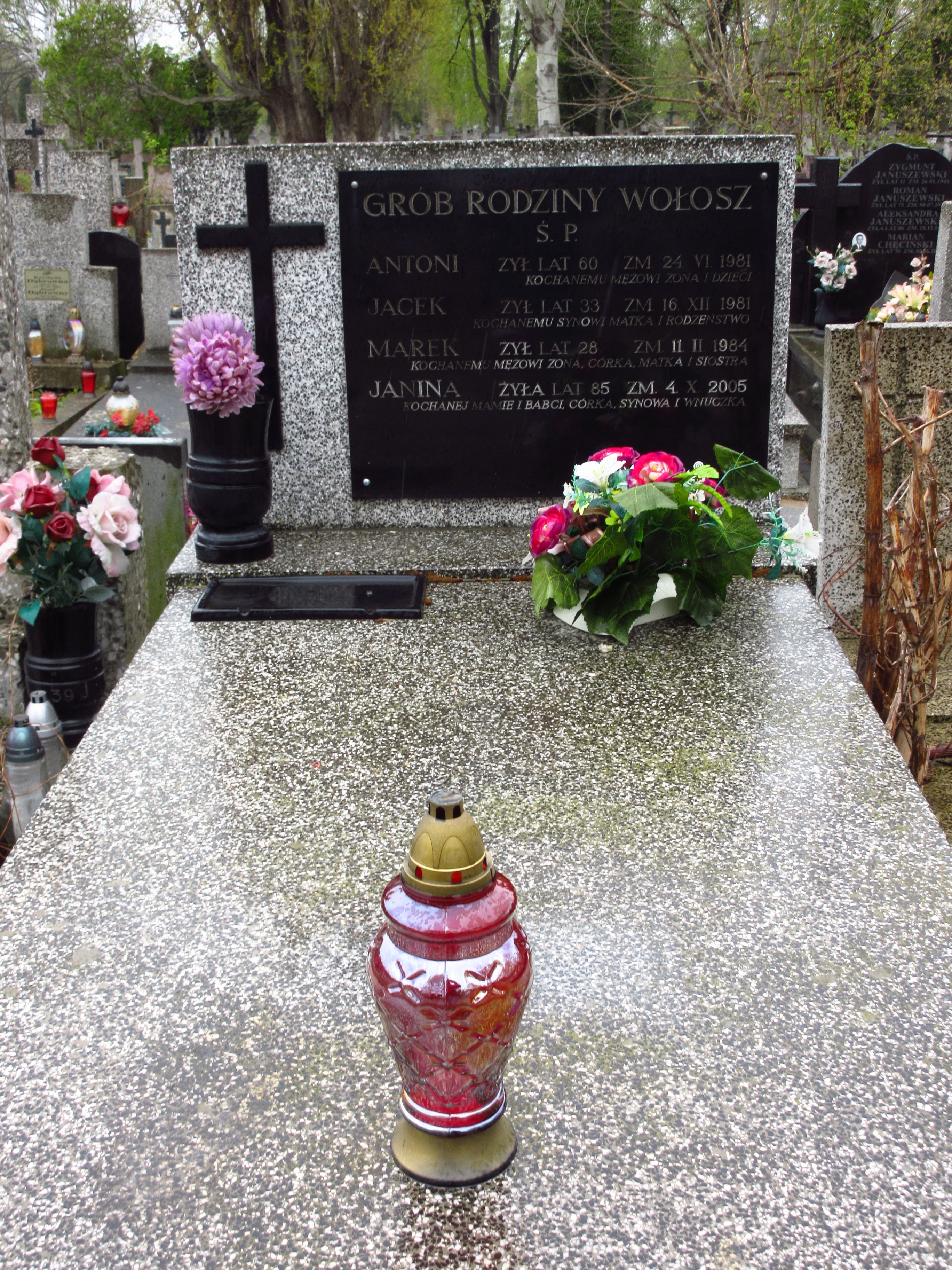
Grób Antoniego Wołosza na cmentarzu Bródnowskim

Antoni Wołosz (ur. 26 sierpnia 1920 w Wojciechowicach koło Ostrołęki, zm. 24 czerwca 1981 w Brnie), polski piłkarz, grający na pozycji prawego pomocnika, także obrońcy i stopera. 
W latach okupacji występował w rozgrywkach konspiracyjnych w barwach zespołu z Piaseczna, po wojnie reprezentował warszawską Polonię. W barwach klubu zaliczył 99 spotkań i strzelił 8 bramek, a na najwyższym szczeblu rozgrywkowym grał w sezonie 1946 i w latach 1948–1952. W 1946 zdobył z Polonią mistrzostwo Polski; jako ostatni dołączył do drużyny w trakcie wiosennych rozgrywek w warszawskiej klasie okręgowej, a zarazem jako jedyny wśród zawodników pochodził z okolicy Ostrołęki. Cieszył się opinią znakomitego obrońcy, obdarzonego intuicją piłkarską i potrafiącego na rywalu wymusić pożądane zagranie. Gra w Polonii zaowocowała powołaniem do reprezentacji Polski (kadra B). Wołosz był bohaterem licznych anegdot w środowisku sportowym.
Po zakończeniu kariery był trenerem m.in. w Polonii, w Otwocku, na Targówku, w Lechii Grodzisk, Huraganie Wołomin, Mazurze Karczew; w barwach tego ostatniego niespodziewanie zagrał w meczu Pucharu Polski (na szczeblu centralnym) w 1964. Z wykształcenia był ekonomistą, pracował w centrali handlu zagranicznego.
Został pochowany w grobie rodzinnym na cmentarzu Bródnowskim (kwatera 39I-1-17).